# Ristedt (Syke)
Ristedt è una frazione (Ortsteil) della città di Syke, nel land della Bassa Sassonia, in Germania.

## Storia
Già comune autonomo nel circondario della contea di Hoya, fu soppresso e incorporato a Syke il 1º marzo 1974.